# 고질라 X 콩: 뉴 엠파이어
《고질라 X 콩: 뉴 엠파이어》(영어: Godzilla x Kong: The New Empire)는 2024년 개봉한 미국의 괴수 영화이다. 2021년 영화 《고질라 VS. 콩》의 후속 작품이며 몬스터버스의 다섯 번째 영화이다. 전작과 동일하게 애덤 윈가드가 감독을 맡았다.

## 출연진
- 댄 스티븐스 : 트래퍼 역 (사카모토 마아야)
- 리베카 홀 : 아일린 앤드루스 역
- 브라이언 타이리 헨리 : 버니 헤이스 역 (오노에 마츠야)
- 케일리 호틀 : 지아 역
- 천파라 : 이위 키 역
- 알렉스 펀스 : 미카엘 역 (스즈키 모구라)
- 레이철 하우스 : 햄튼 역 (마야 미키)